# Leptostelma
 Leptostelma   D.Don ex G.Don, 1830 è un genere di piante angiosperme dicotiledoni della famiglia delle Asteraceae, sottofamiglia Asteroideae, tribù Astereae (North American lineage) e sottotribù Conyzinae.

## Etimologia
Il nome scientifico del genere è stato definito dal botanico David Don (1799-1841) nella pubblicazione " The British flower garden: containing coloured figures & descriptions of the most ornamental & curious hardy herbaceous plants ... London" ( Brit. Fl. Gard. [Sweet] ser. 2: t. 38) del 1830.

## Descrizione
Portamento. Le specie di questa sottotribù hanno un ciclo biologico perenne. Sono erbacee grossolane. L'indumento varia da peloso a ispido.
Fusto. La parte aerea varia da eretta a decombente, semplice o ramosa. Gli steli contengono midollo.
Foglie. Le foglie sono soprattutto caulinari. La consistenza è erbacea con forme da ovate a oblanceolate e margini seghettati; sono picciolate ristrette alla base; le venature sono pennate. 
Infiorescenza. Le sinflorescenze sono formate da diversi capolini in formazioni corimbose. Le infiorescenze vere e proprie sono composte da un ampio capolino terminale peduncolato di tipo radiato o disciforme. I capolini sono formati da un involucro, con forme campanulate, composto da diverse brattee, al cui interno un ricettacolo fa da base ai fiori di due tipi: fiori del raggio e fiori del disco. Le brattee, con tre nervi centrale resinoso, con forme oblungo-lanceolate, diseguali (o no) fra di loro, a consistenza da erbacea a cartacea, con margini scariosi, sono disposte in modo più o meno embricato e scalato su 2 - 3 serie. Il ricettacolo in genere è nudo ossia senza pagliette a protezione della base dei fiori; la forma è piatta o conica. 
Fiori.  I fiori sono tetra-ciclici (formati cioè da 4 verticilli: calice – corolla – androceo – gineceo) e pentameri (calice e corolla formati da 5 elementi). Si distinguono in:
- fiori del raggio (esterni): da 80 o più per capolino, sono femminili e sono disposti su 1 - 2 serie; la forma è ligulata (zigomorfa);
- fiori del disco (centrali): sono più numerosi con forme brevemente tubulose (attinomorfe); sono ermafroditi.

- Formula fiorale:

*/x K {\displaystyle \infty }, [C (5), A (5)], G 2 (infero), achenio
- Calice: i sepali del calice sono ridotti ad una coroncina di squame.

- Corolla: 
  - fiori del raggio: la forma della corolla alla base è più o meno tubulosa-imbutiforme, mentre all'apice è strettamente ligulata; la ligula può terminare con alcuni denti; le corolle sono bianche, crema o gialle;
  - fiori del disco: la forma è tubulare snella e bruscamente divaricata in modo imbutiforme in 5 lobi; i lobi, eretti, hanno una forma più o meno lanceolata; il colore è giallo.

- Androceo: l'androceo è formato da 5 stami sorretti da filamenti generalmente liberi; gli stami sono connati e formano un manicotto circondante lo stilo; le teche (produttrici del polline) alla base sono troncate e sono lievemente auricolate (molto raramente sono speronate o hanno una coda); le appendici apicali delle antere hanno delle forme piatte e lanceolate; il tessuto endoteciale (rivestimento interno dell'antera) è quasi sempre polarizzato (con due superfici distinte: una verso l'esterno e una verso l'interno). Il polline è sferico con un diametro medio di circa 25 micron;  è tricolporato (con tre aperture sia di tipo a fessura che tipo isodiametrica o poro) ed è echinato (con punte sporgenti).[9][11]

- Gineceo: l'ovario è infero uniloculare formato da 2 carpelli.[5] Lo stilo (il recettore del polline) è profondamente bifido (con due stigmi divergenti) e con le linee stigmatiche marginali separate.[12] I due bracci dello stilo hanno una forma più o meno deltata e possono essere papillosi o ricoperti da ciuffi di peli.

Frutti. I frutti sono degli acheni con pappo; in alcune specie è presente un certo dimorfismo (gli acheni dei fiori del raggio differiscono dagli acheni dei fiori del disco);
- achenio: gli acheni hanno una forma obovata-oblunga, a volte leggermente compressa o appiattita, con superficie glabra percorsa da 3 coste o nervature longitudinali resinose;
- pappo: il pappo, bianco, è persistente o caduco ed è formato da 30 - 40 setole flessuose disposte su 1 - 3 serie.

## Biologia
Impollinazione: l'impollinazione avviene tramite insetti (impollinazione entomogama tramite farfalle diurne e notturne).

Riproduzione: la fecondazione avviene fondamentalmente tramite l'impollinazione dei fiori (vedi sopra).

Dispersione: i semi (gli acheni) cadendo a terra sono successivamente dispersi soprattutto da insetti tipo formiche (disseminazione mirmecoria). In questo tipo di piante avviene anche un altro tipo di dispersione: zoocoria. Infatti gli uncini delle brattee dell'involucro (se presenti) si agganciano ai peli degli animali di passaggio disperdendo così anche su lunghe distanze i semi della pianta. Inoltre per merito del pappo il vento può trasportare i semi anche a distanza di alcuni chilometri (disseminazione anemocora).

## Distribuzione e habitat
Le specie di questo genere sono distribuite in Sud America centro-orientale.

## Sistematica
La famiglia di appartenenza di questa voce (Asteraceae o Compositae, nomen conservandum) probabilmente originaria del Sud America, è la più numerosa del mondo vegetale, comprende oltre 23.000 specie distribuite su 1.535 generi, oppure 22.750 specie e 1.530 generi secondo altre fonti (una delle checklist più aggiornata elenca fino a 1.679 generi). La famiglia attualmente (2021) è divisa in 16 sottofamiglie; la sottofamiglia Asteroideae è una di queste e rappresenta l'evoluzione più recente di tutta la famiglia.

### Filogenesi
La tribù Astereae (una delle 21 tribù della sottofamiglia Asteroideae) comprende circa 40 sottotribù. In base alle ultime ricerche nella tribù sono stati individuati (provvisoriamente) 5 principali lignaggi:
- Basal grade: include alcuni generi isolati, il gruppo "South American-Oceania",  alcune sottotribù africane e il gruppo dei generi legnosi del Madagascar.
- Bellis lineage: comprende le sottotribù eurasiatiche e una sottotribù africana.
- Aster lineage: include i generi asiatici di Asterinae e i principali gruppi dell'Australia e dell'Oceania.
- Baccharis lineage: include alcuni gruppi sudamericani.
- North American lineage: include la vasta gamma di sottotribù del Nordamerica, Messico e alcuni gruppi distribuiti nel Sudamerica.

Il genere  Leptostelma  (insieme alla sottotribù Conyzinae) è incluso nel lignaggio "North American lineage". Alcune analisi di tipo filogenetico hanno diviso la sottotribù in 6 cladi;  Leptostelma  è incluso nel V clade (relativo all'areale America Latina/Europa).
I caratteri distintivi del genere sono:
- la parte sotterranea del fusto è fittonante o rizomatosa;
- le brattee involucrali si presentano con tre nervi longitudinali;
- le corolle dei fiori del raggio sono bianche, blu o rosa (raramente gialle).

Il numero cromosomico delle specie di questo genere è: 2n = 18.

### Elenco delle specie
Questo genere ha 6 specie:
- Leptostelma camposportoi (Cabrera) A.M.Teles & Sobral
- Leptostelma catharinense  (Cabrera) A.M.Teles & Sobral
- Leptostelma maximum  D.Don
- Leptostelma meyeri  (Cabrera) A.M.Teles
- Leptostelma tucumanense  (Cabrera) A.M.Teles
- Leptostelma tweediei  (Hook. & Arn.) D.J.N.Hind & G.L.Nesom